# Hermanos del Sagrado Corazón

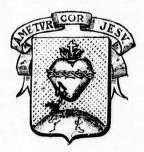
Blasón de los Hermanos del Sagrado Corazón

Los Hermanos del Sagrado Corazón son una congregación católica fundada el 30 de septiembre de 1821 por el padre André Coindre en Lyon, Francia. Sus constituciones fueron redactadas por el Venerable Hermano Policarpo y se basan en las de San Ignacio que a su vez provienen de la Regla de San Agustín.Sus miembros añaden el nominal S.C. tras sus nombres para indicar su pertenencia a la congregación; se unen por votos a la congregación, siendo solo unos pocos sacerdotes y viviendo la mayoría simplemente en comunidad de hermanos de acuerdo a las reglas de la comunidad. Aunque el propósito objetivo de la congregación ha evolucionado ligeramente a lo largo de los años, su misión fundamental sigue centrada en la educación de los jóvenes: en asilos, escuelas parroquiales y selectas, y colegios.
La congregación tiene como emblema el espíritu de compasión, ejemplificado en sus orígenes en la ayuda a los jóvenes abandonados de Lyon y en el símbolo católico del Sagrado Corazón. Su sede central se halla en la Piazza del Sacro Cuore, 3, Roma.
En España y países de Sudamérica (Perú, Colombia, Argentina, Chile, Brasil y Uruguay), son conocidos como Corazonistas.

## Historia
El crecimiento de la congregación fue lento al comienzo. Nacida en una Francia agitada políticamente y desfavorable a las comunidades religiosas se enfrentaba a los tumultos revolucionarios del siglo XIX y a sus propios problemas internos.En 1840 el capítulo general acordó que los hermanos llevaran los asuntos temporales a través de un superior-general, lo que consultado con el Arzobispo de Lyon llevó a la recomendación de que François Coindre dejara el cargo de superior que había ocupado desde la muerte de su hermano André. El 13 de septiembre de 1841 el hermano Policarpo fue elegido unánimemente como superior-general. Reestructuró la congregación y le aportó la estabilidad que necesitaba. A su muerte en 1846 la congregación tenía setenta y tres establecimientos en Francia, sesenta más que al comienzo de su mandato. 
La expansión llegaría al exterior abriendo en 1846 un colegio en Mobile, Estados Unidos. En 1872 la provincia religiosa de Estados Unidos abarcaba también Canadá y llevó a trasladar los noviciados de Indianápolis a Arthabaskaville. El crecimiento ahí fue tan intenso que pronto se aconsejó la creación de una nueva provincia en exclusiva para Canadá, lo que se hizo en el capítulo de la congregación de 1900. En Estados Unidos se creó un nuevo noviciado en Metuchen, Nueva Jersey.
Como muchas otras Institutos de vida Consagrada vio un auge vocacional tras el Segundo Concilio Vaticano, el cual no perduró, siendo muchos los que luego abandonaron la congregación. Hoy en día la mayoría de las vocaciones vienen de África y Sudamérica. Hoy se encuentra en 36 países entre ellos: Estados Unidos, Canadá, Haití, Colombia, Perú, Chile, Argentina, Uruguay y Brasil en América; Senegal, Costa de Marfil, Camerún, Togo, Mozambique ,Burkina Faso, Mali, Uganda, Kenia, Zambia, Zimbabue, Lesoto, Madagascar, Guinea, Libia en África; Reino Unido, España, Francia, Italia en Europa; Nueva Caledonia, Wallis-Futuna, Vanuatu , Australia  en Oceanía y Filipinas en Asia.